# ويلي في فين
ويلي في فين (بالفرنسية: Willy In 't Ven)‏ ولد بتاريخ 1 مارس 1943 في بلجيكا، هو دراج بلجيكي سابق في صنف سباق الدراجات على الطريق.

## روابط خارجية
- ويلي في فين على موقع أرشيف الدراجات (الإنجليزية)
- ويلي في فين على موقع إحصائيات الدراجات الإحترافية (الإنجليزية)
- ويلي في فين على موقع CycleBase (الإنجليزية)